# Jasenica (Zvornik)
Pour les articles homonymes, voir Jasenica.
Jasenica (en serbe cyrillique : Јасеница) est un village de Bosnie-Herzégovine. Il est situé dans la municipalité de Zvornik et dans la république serbe de Bosnie. Selon les premiers résultats du recensement bosnien de 2013, il compte 1 045 habitants.

## Démographie

### Évolution historique de la population dans la localité
| 1948 | 1953 | 1961 | 1971  | 1981  | 1991 | 2013  |
| ---- | ---- | ---- | ----- | ----- | ---- | ----- |
| -    | -    | 958  | 1 048 | 1 060 | 950, | 1 045 |

|  |